# Leucauge insularis
Leucauge insularis är en spindelart som först beskrevs av Eugen von Keyserling 1865.  Leucauge insularis ingår i släktet Leucauge och familjen käkspindlar. Inga underarter finns listade i Catalogue of Life.